# 五净肉
五淨肉，是大乘佛教術語，於三淨肉外，再加上自死和鳥殘，即自然死亡的動物，以及被其他鸟兽杀死而剩餘的肉。

## 出處
自北魏譯《入楞伽經》解釋三淨肉為：不見他殺、不聞他殺和不疑他殺，即是自死，而不為己殺。

自死、鳥殘為淨肉的說法，最早可考見於隋朝淨影慧遠《大般涅槃經義記》：
|  | 問：如來已聽比丘食三淨肉，何緣於中，十種不淨，九種清淨，而復不聽？十種不淨，下文自數，人、蛇、象、馬、驢、狗、師子、猪、狐、獼猴，是其十也。於此十中，不見、聞、疑他為己殺，是故攝入三種淨中，生世機嫌，故名不淨。 九種清淨，自未見文，人傳釋之：前十種外，餘眾生中，不見他殺，亦無聞、疑，及不為已，即以為四。先乾、自死、及與鳥殘，通前為七。不期偶得，及他自殺請已而食，通前為九。 |

## 解說
《楞嚴經》说佛陀在世時的五净肉实际不是有命根肉，而是佛陀為慈悲當時人資源缺乏，以佛力幻化出来的无命根肉。在释迦牟尼佛涅槃后，不存在支持比丘應該食肉的原因。